# Liste der Kulturdenkmäler in Piesport
In der Liste der Kulturdenkmäler in Piesport sind alle Kulturdenkmäler der rheinland-pfälzischen Ortsgemeinde Piesport einschließlich der Ortsteile Ferres und Niederemmel (mit Emmel, Reinsport und Müstert) aufgeführt. Grundlage ist die Denkmalliste des Landes Rheinland-Pfalz (Stand: 10. August 2023).

## Piesport

### Denkmalzonen
| Bezeichnung          | Lage | Baujahr                 | Beschreibung | Bild            |
| -------------------- | --- | ----------------------- | --- | --------------- |
| Denkmalzone Ortskern | Am Domhof 3–10, Ausoniusufer 1–14, Bachstraße 1, 2, 3 und 5, Im Landkapitel 1–16 (ohne Nr. 6), Klausener Pfad 1–5, 7, St. Michaelstraße 1–9, 11, 13, 15, 21 und 23 Lage | 16. bis 19. Jahrhundert | kleiner, moselparallel ausgerichteter Ortskern mit Bausubstanz des 16. bis 19. Jahrhunderts; die Denkmalzone umfasst entlang der Mosel das Ausoniusufer, die Straße Am Domhof und die St. Michaelstraße sowie den quer dazu verlaufenden Abschnitt der Bachstraße und als Hintergasse den kurzen Straßenzug Im Landkapitel | Fotos hochladen |

### Einzeldenkmäler
| Bezeichnung                         | Lage                                                | Baujahr                  | Beschreibung | Bild                           |
| ----------------------------------- | --------------------------------------------------- | ------------------------ | --- | ------------------------------ |
| Pfarrhaus                           | Am Domhof 5 Lage                                    | 1660                     | ehemaliges Pfarrhaus; ein- bis zweigeschossiger Bau, rückwärtig Mansarddach, heutiges Erscheinungsbild aus dem 18. Jahrhundert, im Kern älter (bezeichnet 1660) | BW                             |
| Wohn- und Gasthaus                  | Am Domhof 6 Lage                                    | 1921                     | Mansarddachbau, Mischformen aus Neugotik und Reformarchitektur, bezeichnet 1921 | Fotos hochladen                |
| Wohnhaus                            | Am Domhof 9 Lage                                    | 1721                     | ehemaliger Hof des Trierer Domkapitels; dreigeschossiger Massivbau, bezeichnet 1721 | BW                             |
| Fenster                             | Ausoniusufer, an Nr. 3 Lage                         | 16. Jahrhundert          | zwei Gruppen gekuppelter, spätgotischer Rechteckfenster, wohl aus dem 16. Jahrhundert; an der Hofseite des hinteren Gebäudeteils im Obergeschoss | BW                             |
| Wohnhaus                            | Ausoniusufer 5 Lage                                 | 1776                     | stattlicher Massivbau, verschieferter Fachwerkgiebel, bezeichnet 1776 | BW                             |
| Klausenhof                          | Ausoniusufer 6/7 Lage                               | ab 1613                  | jetzt Dorfgemeinschaftshaus; mehrteiliger Baukomplex; siebenachsiger Mansarddachbau, bezeichnet 1806; älteres Wohnhaus, bezeichnet 1613, teilweise unter Krüppelwalmdach, heutiges Erscheinungsbild aus dem 19. Jahrhundert, im Kern wohl älter; im ersten Obergeschoss Verbindungsgang; im Hof ein in den Hang gebauter Keller, 18. oder 19. Jahrhundert | Fotos hochladen                |
| Bildstock                           | Ausoniusufer, bei Nr. 23 Lage                       | 1612                     | Kreuzigungsgruppe, Pfeiler bezeichnet 1612, Skulpturen wohl jünger | BW                             |
| Wegekreuz                           | Bachstraße, Ecke In Kordel Lage                     | 17. Jahrhundert          | Schaft und Kragbalken eines Kreuzigungsbildstocks, wohl aus dem 17. Jahrhundert | BW                             |
| Bildstock                           | Im Landkapitel, an Nr. 4 Lage                       | 171[x]                   | Kreuzigungsbildstock, barock, bezeichnet 171[x] | BW                             |
| Wohnhaus                            | Im Landkapitel 10 Lage                              | 18. Jahrhundert          | stattlicher Mansarddachbau, teilweise Fachwerk, 18. Jahrhundert, im Kern eventuell älter | BW                             |
| Katholische Pfarrkirche St. Michael | St. Michaelstraße 2 Lage                            | 1766/67                  | ländliche Rokokokirche, 1766/67, Architekt P. Miller, Tirol | weitere Bilder Fotos hochladen |
| Friedhofskapelle                    | St. Michaelstraße, bei Nr. 2 Lage                   | um 1850                  | neugotische Friedhofskapelle, um 1850 | BW                             |
| Bildstock                           | St. Michaelstraße, bei Nr. 2 vor der Sakristei Lage | 17. oder 18. Jahrhundert | Relief einer Kreuzwegstation und Kreuzigungsbildstock, 17. oder 18. Jahrhundert | BW                             |
| Pfeiler                             | St. Michaelstraße, westlich vor Nr. 2 Lage          | um 1780                  | zwei Portalpfeiler mit Engelsfiguren, um 1780 | BW                             |
| Wohnhaus                            | St. Michaelstraße 4 Lage                            | 18. Jahrhundert          | Eckwohnhaus; Massivbau, verschieferter Fachwerkgiebel, kleiner Wirtschaftsteil, 18. Jahrhundert, im 19. Jahrhundert überformt | BW                             |
| Quereinhaus                         | St. Michaelstraße 8 Lage                            | 1862                     | Mansarddachbau, bezeichnet 1862, Segmentbogenfenster aus dem 18. Jahrhundert | BW                             |
| Skulptur                            | St. Michaelstraße, an Nr. 9 Lage                    | 18. Jahrhundert          | Heiligenfigur (?) auf eigenwillig gestaltetem Sockel, wohl aus dem 18. Jahrhundert | BW                             |
| Friedhofskapelle St. Sebastian      | St. Michaelstraße, hinter Nr. 9 Lage                | um 1500                  | ehemalige Friedhofskapelle St. Sebastian; spätgotischer Chor, um 1500 | BW                             |
| Wohnhaus                            | St. Michaelstraße 23 Lage                           | 18. Jahrhundert          | stattlicher Mansarddachbau, heutiges Erscheinungsbild um die oder nach der Mitte des 19. Jahrhunderts, im Kern wohl aus dem 18. Jahrhundert | BW                             |
| Bildstock und Wegekreuz             | nördlich des Ortes an der L 50; Flur In Olk Lage    | 1686                     | Bildstock mit Pietàrelief, bezeichnet 1686; Wegekreuz, bezeichnet 1668 | Fotos hochladen                |
| Piesporter Heiligenhäuschen         | nordwestlich des Ortes an der L 50 Lage             | 18. Jahrhundert          | kleiner Mansarddachbau, 18. Jahrhundert | Fotos hochladen                |
| Heiligenhäuschen                    | nordwestlich des Ortes an der L 50 Lage             | 18. oder 19. Jahrhundert | Heiligenhäuschen, Rundbogennische, 18. oder 19. Jahrhundert | BW                             |
| Spoarbildchen und -kapelle          | nordwestlich des Ortes im Wald Lage                 | 17. Jahrhundert          | Reliefbilder und Inschriftenplatte, wohl aus dem 17. Jahrhundert; neugotische Kapelle, Ende des 19. Jahrhunderts | weitere Bilder Fotos hochladen |
| Veitkapelle                         | nördlich des Ortes an der L 50 Lage                 | um 1900                  | kleiner neugotischer Bau, wohl um 1900 | weitere Bilder Fotos hochladen |

## Ferres

### Einzeldenkmäler
| Bezeichnung         | Lage                                         | Baujahr | Beschreibung                            | Bild |
| ------------------- | -------------------------------------------- | ------- | --------------------------------------- | ---- |
| Katholische Kapelle | Bruder-Eberhardstraße, neben Nr. 8 Lage      | 1929    | kleiner Saalbau, bezeichnet 1929        | BW   |
| Ferreser Boor       | Bruder-Eberhardstraße, gegenüber Nr. 12 Lage | 1884    | Laufbrunnen, Sandstein, bezeichnet 1884 | BW   |

## Niederemmel

### Einzeldenkmäler
| Bezeichnung                        | Lage                                                                 | Baujahr                              | Beschreibung | Bild                                    |
| ---------------------------------- | -------------------------------------------------------------------- | ------------------------------------ | --- | --------------------------------------- |
| Katholische Pfarrkirche St. Martin | Am Kirchplatz 5 Lage                                                 | 1732                                 | Saalbau, 1732, 1930 erweitert, im Turm Spolien | weitere Bilder Fotos hochladen          |
| Bildstock                          | Am Kirchplatz, südlich von Nr. 5 Lage                                | 1661                                 | Kreuzigungsbildstock, bezeichnet 1661 | BW                                      |
| Katholisches Pfarrhaus             | Am Kirchplatz 7 Lage                                                 | 1767                                 | stattlicher Mansarddachbau, bezeichnet 1767 | Fotos hochladen                         |
| Frantzen-Kreuz                     | Am Römerbrunnen, bei Nr. 4 Lage                                      | 1687                                 | Kreuzigungsbildstock, bezeichnet 1687 | BW                                      |
| Hofanlage                          | Auf der Kaub 3 Lage                                                  | 16. oder 17. Jahrhundert             | Hofanlage; stattlicher Massivbau, Treppenturm, im Kern aus dem 16. oder 17. Jahrhundert, 1786 (?) verändert, Fachwerkscheune, wohl aus dem 18. Jahrhundert                                                   | BW                                      |
| Wegekreuz                          | Auf der Kaub, bei Nr. 10 Lage                                        | 1779                                 | reliefiertes Steinkreuz, bezeichnet 1779 | BW                                      |
| Wegekapelle                        | Auf der Kaub, zwischen Nr. 43 und 45 Lage                            | 19. Jahrhundert                      | kleiner Zeltdachbau, wohl aus dem 19. Jahrhundert; Fragment eines Kreuzigungsbildstocks, 17. oder 18. Jahrhundert                                                                                            | BW                                      |
| Wegekapelle                        | Brückenstraße, Ecke Unterer Wierth Lage                              |                                      | kleiner Krüppelwalmdachbau; innen Figurennische, Chronogramm | BW                                      |
| Wohnhaus                           | In der Dur 16 Lage                                                   | 1635                                 | kleines Fachwerkhaus, teilweise massiv, bezeichnet 1635 | BW                                      |
| Karthäuserhof                      | Karthäuserplatz 6/8 Lage                                             | 1742                                 | Hauptgebäude des ehemaligen Karthäuserhofs; Mansarddachbau, bezeichnet 1742 | BW                                      |
| Katholische Allerheiligenkapelle   | Müstert, Karthäuserplatz 9 Lage                                      | 1553                                 | dreiachsiger Saalbau mit Strebepfeilern, 1553, 1680 verändert | weitere Bilder Fotos hochladen          |
| Bildstock                          | Müstert, Karthäuserplatz, bei Nr. 9 Lage                             | 1702                                 | Kreuzigungsbildstock, bezeichnet 1702 | Fotos hochladen                         |
| Wohn- und Wirtschaftsgebäude       | Karthäuserstraße 45 Lage                                             | 1701                                 | stattlicher Mansarddachbau, teilweise Fachwerk, angeblich von 1701 | BW                                      |
| Wohnhaus                           | Kettergasse 24 Lage                                                  | 16. oder 17. Jahrhundert             | stattlicher Massivbau, Treppenturm, 16. oder 17. Jahrhundert | BW                                      |
| Wohnhaus                           | Moselstraße 15 Lage                                                  | 1775                                 | Mansarddachbau, bezeichnet 1775 | Fotos hochladen                         |
| Quereinhaus                        | Reinsport, Moselstraße 16 Lage                                       | 1767                                 | ehemaliges Quereinhaus; langgestreckter Mansarddachbau, bezeichnet 1767 | Fotos hochladen                         |
| Hofanlage                          | St. Martinstraße 10, Am Kirchplatz 2 Lage                            | 16. oder 17. Jahrhundert             | Hofanlage; stattlicher Krüppelwalmdachbau, Treppenturm, im Kern aus dem 16. oder 17. Jahrhundert (angeblich von 1622), nach Teilung im 19. Jahrhundert teilweise überformt; Wirtschaftsgebäude; Gesamtanlage | BW                                      |
| Wohnhaus                           | St. Martinstraße 21 Lage                                             | drittes Viertel des 19. Jahrhunderts | spätklassizistischer Krüppelwalmdachbau, Bruchstein, wohl aus dem dritten Viertel des 19. Jahrhunderts | BW                                      |
| Quereinhaus                        | St. Martinstraße 36 Lage                                             | 1879                                 | Quereinhaus; Bruchsteinbau, Sandsteingewände, bezeichnet 1879 | BW                                      |
| Hofanlage                          | St. Martinstraße 38 Lage                                             | 1913                                 | Streckhof in Bruchsteinbauweise, bezeichnet 1913 | BW                                      |
| Quereinhaus                        | St. Martinstraße 40 Lage                                             | 1903                                 | Quereinhaus, bezeichnet 1903 | BW                                      |
| Quereinhaus                        | St. Martinstraße, an Nr. 56 Lage                                     | 1872                                 | zwei Außenwände des ehemaligen Quereinhauses, bezeichnet 1872 | BW                                      |
| Wohnhaus                           | St. Martinstraße 61 Lage                                             | 18. Jahrhundert                      | stattlicher Mansarddachbau, teilweise Fachwerk, 18. Jahrhundert | BW                                      |
| Wohnhaus                           | St. Martinstraße 67 Lage                                             | 1785                                 | Mansarddachbau, bezeichnet 1785 | BW                                      |
| Weingut                            | St. Martinstraße 87 Lage                                             | 1794                                 | ehemals zum Karthäuserhof gehöriges Weingut; mehrteiliger, uneinheitlicher Bau mit Mansarddächern, bezeichnet 1794, im Kern sicher älter                                                                     | BW                                      |
| Katholische Kapelle St. Nikolaus   | Reinsport, Steingasse 44 Lage                                        | 1616                                 | kleiner Saalbau mit Strebepfeilern, 1616; am Chor: Kreuzigungsbildstock, bezeichnet 1618 | weitere Bilder Fotos hochladen          |
| Kreuzweg                           | südöstlich des Ortes am Moselhang gegenüber Minheim Lage             | 1936–38                              | Minheimer Kreuz: Kreuzweg, Kapelle und weit sichtbare Kreuzigungsgruppe | weitere Bilder Fotos hochladen          |
| Jagdschloss Tonnkopf               | südöstlich des Ortes auf der Hunsrückhochfläche, nahe der L 157 Lage | erste Hälfte des 20. Jahrhunderts    | holzverkleidetes Wohnhaus, erste Hälfte des 20. Jahrhunderts | BW                                      |
| Heiligenhäuschen                   | südlich des Ortes in einer Wiese                                     | 18. oder 19. Jahrhundert             | Bruchsteinbau mit Putzresten, 18. oder 19. Jahrhundert | Direkt Bild zu diesem Denkmal hochladen |
| Zimmeter Heiligenhäuschen          | südlich des Ortes; Gemarkung Auf Zimmet Lage                         | 1682                                 | Kapelle; kleiner Massivbau, verschieferter Fachwerkgiebel; Altar mit Kreuzaufbau, bezeichnet 1682 | weitere Bilder Fotos hochladen          |

### Ehemalige Kulturdenkmäler
| Bezeichnung           | Lage                       | Baujahr | Beschreibung | Bild |
| --------------------- | -------------------------- | ------- | --- | ---- |
| Mettlacher Klosterhof | Karthäuserplatz 3/5/7 Lage |         | um einen Hof gruppiertes Hauptgebäude und zwei Wirtschaftsflügel, im Kern aus dem 18. Jahrhundert, mehrfach überformt; Gesamtanlage; aus Denkmalliste gelöscht | BW   |